# 鹿児島交通鹿児島営業所
鹿児島交通鹿児島営業所（かごしまこうつうかごしまえいぎょうしょ）は、鹿児島県鹿児島市浜町120番地8にある鹿児島交通の営業所で、当敷地内には鹿児島交通観光バス鹿児島営業所が併設されている。鹿児島市を中心に一般路線、スクール路線などを担当している。2016年4月1日からはいわさきバスネットワークから譲受された同社鹿児島営業所が担当していた一般路線・スクール路線のほか、福岡行き「桜島号」・熊本行き「きりしま号」といった県外高速路線も担当するようになった。

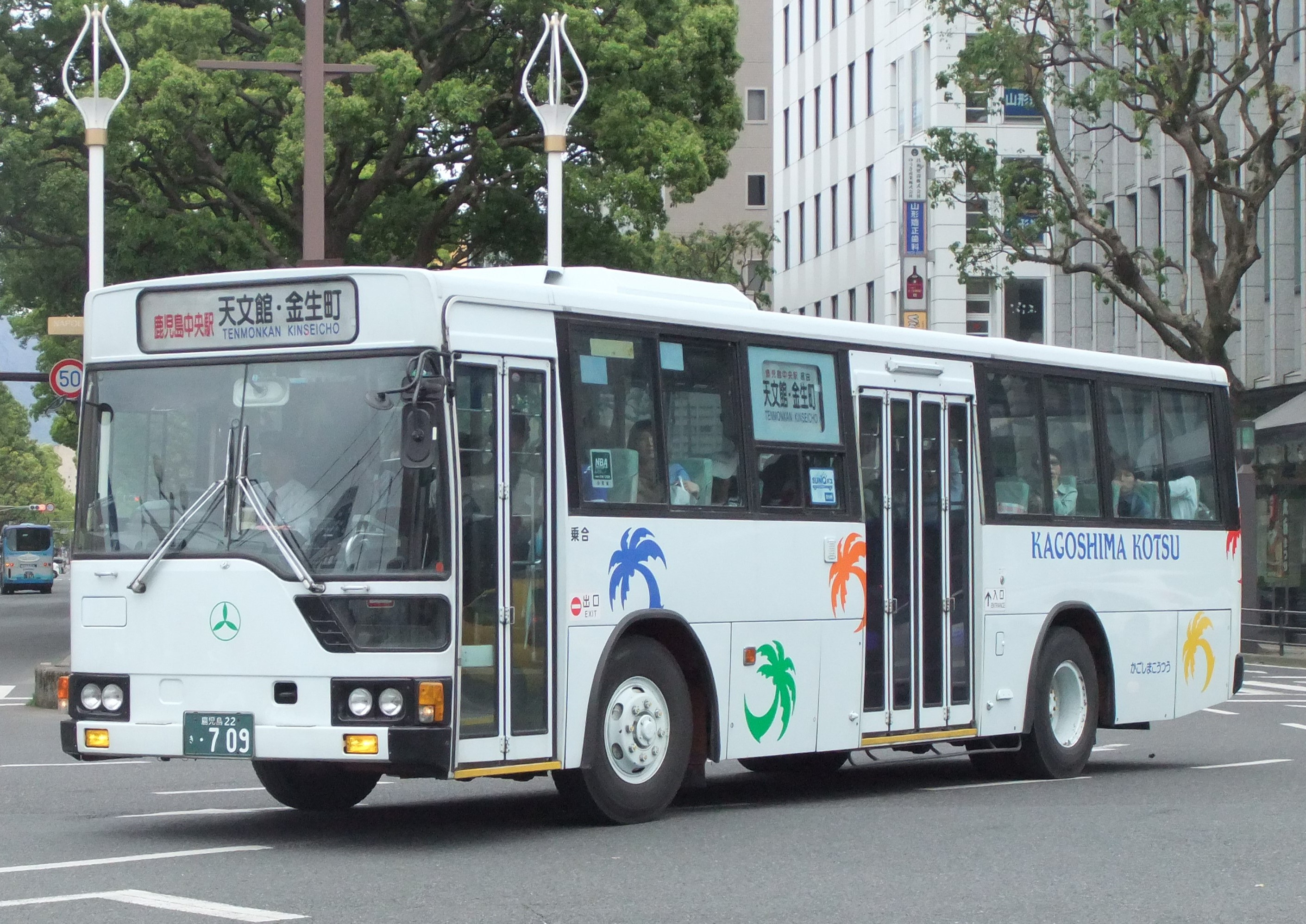
鹿児島営業所に在籍する大型路線車(自社発注車)

## 担当路線

### 一般路線バス
鹿児島市内路線
- 【1】鹿児島駅前 - 平川星和台（金生町・天文館・騎射場・鹿児島県庁前・谷山駅前・坂之上・平川経由）
- 【2】かごしま水族館 - 平川動物園（鹿児島駅前・金生町・天文館・騎射場・谷山駅前・坂之上経由）
- 【2】鹿児島駅前 - 平川動物園（金生町・天文館・騎射場・谷山駅前・坂之上経由）
- 【2】ドルフィンポート→動物園入口（金生町・天文館・騎射場・谷山駅前・坂之上経由）《ミッドナイトバス》
- 【4】鹿児島駅前 - 慈眼寺団地
（金生町・天文館・鹿児島中央駅・騎射場・産業道路・イオンモール鹿児島・卸本町・坂之上経由）
- 【4】鹿児島駅前 - イオンモール鹿児島（金生町・天文館・鹿児島中央駅・騎射場・脇田・産業道路経由）
- 【5】金生町 - 七ツ島1丁目（天文館・騎射場・谷山電停・産業道路・谷山港経由）
- 【6】金生町 - 慈眼寺団地（天文館・騎射場・谷山駅前・慈眼寺公園経由）
- 【7】金生町- 慈眼寺団地（天文館・騎射場・谷山駅前・坂之上・鹿児島国際大学経由）
- 【8】金生町 - ふれあいスポーツランド（天文館・騎射場・笹貫・竹ノ迫・中山団地経由）
- 【11】鹿児島駅前 - 谷山電停（金生町・天文館・鹿児島中央駅・広木・山田・中山・谷山駅前経由）
- 【11】鹿児島駅前 - イオンモール鹿児島
（金生町・天文館・鹿児島中央駅・広木・山田・中山・谷山駅前・谷山電停経由）
- 【13】鹿児島駅前 - 鹿児島駅前（循環/金生町・天文館・広木・山田・中山・谷山駅前・谷山電停経由）
- 【14】金生町 - 桜ヶ丘東口（天文館・騎射場・大学病院前経由)
- 【16】鹿児島駅前 - 鴨池港（大門口・騎射場・県庁前経由）
- 【16】金生町 - 鴨池港（大門口・騎射場・県庁前経由）
- 【22】鹿児島駅前 - オプシア前（金生町・天文館・紫原中央・日之出町経由）
- 【23】鹿児島駅前 - 鴨池港（金生町・騎射場・県庁前経由）
- 【特急23】鹿児島駅前 - 鴨池港（シーサイドブリッジ経由）
- 【24】西紫原中前→南ふ頭（森山団地・大牧・天神・鹿児島中央駅経由）
- 【24】北ふ頭 - 北ふ頭（循環/鹿児島中央駅・天神・大牧・森山団地・西紫原中経由）
- 【24】北ふ頭 - 西紫原中（鹿児島中央駅・天神・大牧・森山団地経由）
- 【25】鹿児島駅前 - 皇徳寺ニュータウン（金生町・天文館・鹿児島中央駅・広木・山田経由）
- 【25】北ふ頭 - 皇徳寺ニュータウン（金生町・天文館・鹿児島中央駅・広木・山田経由）
- 【28】鹿児島駅前 - 皇徳寺ニュータウン（金生町・天文館・鹿児島中央駅・武岡トンネル・指宿スカイライン経由）
- 【28】ドルフィンポート→皇徳寺ニュータウン（金生町・天文館・鹿児島中央駅・武岡トンネル・指宿スカイライン経由）
《ミッドナイトバス》
- 【28-1】鴨池港 →皇徳寺ニュータウン（鹿児島中央駅・武岡トンネル・指宿スカイライン経由）
- 【28-2】鴨池港←皇徳寺ニュータウン（甲南高校・武岡トンネル・指宿スカイライン経由）
- 【32】鹿児島中央駅 - 鴨池港（騎射場・県庁前経由）
- 【32-1】金生町 - 鴨池港（天文館・鹿児島中央駅・新屋敷・与次郎ヶ浜・市民文化ホール経由）
- 【32-1】鹿児島駅前 - 鴨池港（金生町・天文館・鹿児島中央駅・新屋敷・与次郎ヶ浜・市民文化ホール経由）
- 【35】皇徳寺ニュータウン - 鴨池港（中山団地・脇田・鴨池ニュータウン中央経由）
- 【39】谷山電停 - 皇徳寺小学校前（谷山駅前・中山団地経由）
- 【39】イオンモール鹿児島 - 皇徳寺小学校前（谷山電停・谷山駅前・中山団地経由）
- 【61-1】鹿児島駅前 - 都市農業センター（金生町・天文館・鹿児島中央駅・中草牟田・下伊敷・公園入口・健康の森公園経由）
- 【61-1】鹿児島駅前 - 都市農業センター（金生町・天文館・鹿児島中央駅・中草牟田・下伊敷・入佐集会所・健康の森公園経由）
- 【61-1】鹿児島駅前 - 都市農業センター（金生町・天文館・鹿児島中央駅・中草牟田・下伊敷・久木田・健康の森公園経由）
- 【61-1】鹿児島駅前 - 健康の森公園（金生町・天文館・鹿児島中央駅・中草牟田・下伊敷・公園入口経由）
- 【61-1】鹿児島駅前 - 健康の森公園（金生町・天文館・鹿児島中央駅・中草牟田・下伊敷・入佐集会所経由）
- 【61-1】鹿児島駅前 - 健康の森公園（金生町・天文館・鹿児島中央駅・中草牟田・下伊敷・久木田経由）
- 【65-2】鴨池港 - 伊敷ニュータウン（県庁前・騎射場・高見馬場・加治屋町・中草牟田・下伊敷経由）
- 【72】鹿児島駅前 - 塚田（金生町・天文館・中草牟田・下伊敷・犬迫・荒磯三文字経由）
- 【73】金生町- 明和（天文館・鹿児島中央駅・かけごし経由）
- 【75】鹿児島駅前 - 西之迫公園（金生町・天文館・中草牟田・永吉団地経由）
- 【75】鹿児島中央駅 - 葛山（天文館・金生町・岩崎谷・たてばば・坂元経由）
- 【75】葛山 - 西之迫公園(坂元・たてばば・岩崎谷・金生町・天文館・中草牟田・永吉団地経由）
- 【76】鹿児島中央駅 - 上之原団地（天文館・金生町・岩崎谷・下竜尾町経由）
- 【直行】鴨池ニュータウン中央 - 南鹿児島駅前

郊外線
- 【71】鹿児島駅前 - 伊集院（金生町・天文館・中草牟田・下伊敷・犬迫・新村経由）

| 系統番号                                                      | 路線名                                        | 起点                 | 経由地                                                                                   | 終点                   | 備考                      |
| ------------------------------------------------------------- | --------------------------------------------- | -------------------- | ---------------------------------------------------------------------------------------- | ---------------------- | ------------------------- |
| 1                                                             | 鹿児島駅前 - 平川星和台                       | 鹿児島駅前           | 金生町・天文館・騎射場・県庁前・谷山駅前・坂之上・動物園入口・平川                       | 平川星和台             | [ * 1 ] [ ** 1 ]          |
| 2                                                             | 水族館前・鹿児島駅前 - 動物園                 | 水族館前・鹿児島駅前 | 金生町・天文館・騎射場・谷山駅前・坂之上・影原・動物園入口                               | 動物園                 | [ * 2 ] [ ** 2 ]          |
| 4                                                             | 鹿児島駅前 - イオンモール鹿児島               | 鹿児島駅前           | 金生町・天文館・鹿児島中央駅・騎射場・脇田・産業道路・イオンモール鹿児島・卸本町・坂之上 | 慈眼寺団地             | [ * 2 ] [ ** 3 ]          |
| 5                                                             | 金生町 - 七ツ島1丁目                          | 金生町               | 天文館・鹿児島中央駅・騎射場・谷山電停・産業道路・★谷山港                                | 七ツ島1丁目            | [ * 2 ] [ ** 4 ]          |
| 6                                                             | 金生町 - 慈眼寺団地                           | 金生町               | 天文館・騎射場・谷山駅前・★生協病院前・慈眼寺公園前                                      | 慈眼寺団地             | [ * 1 ] [ ** 5 ]          |
| 7                                                             | 金生町 - 慈眼寺団地                           | 金生町               | 天文館・騎射場・谷山駅前・坂之上・国際大学前                                             | 慈眼寺団地             | [ * 2 ] [ ** 6 ]          |
| 8                                                             | 金生町 - ふれあいスポーツランド・中山団地中央 | 金生町               | 天文館・騎射場・笹貫・竹ノ迫・中山団地中央                                               | ふれあいスポーツランド | [ * 2 ] [ ** 7 ]          |
| 11                                                            | 鹿児島駅前 - イオンモール鹿児島               | 鹿児島駅前           | 金生町・天文館・鹿児島中央駅・広木農協前・山田・中山校前・谷山駅前・谷山電停             | イオンモール鹿児島     | [ * 2 ] [ * 3 ] [ ** 8 ]  |
| 14                                                            | 金生町 - 桜ヶ丘東口                           | 金生町               | 天文館・騎射場・大学病院前                                                               | 桜ヶ丘東口             | [ * 1 ] [ ** 9 ]          |
| 16                                                            | 鹿児島駅前・金生町 - 鴨池港                   | 鹿児島駅前・金生町   | 大門口・騎射場・県庁前                                                                   | 鴨池港                 | [ * 2 ] [ * 4 ] [ ** 10 ] |
| 23                                                            | 鹿児島駅前 - 鴨池港                           | 鹿児島駅前           | 天文館・騎射場・県庁前                                                                   | 鴨池港                 | [ * 1 ] [ ** 11 ]         |
| 特急23                                                        | 鹿児島駅前 - 鴨池港                           | 鹿児島駅前           | シーサイドブリッジ・海釣り公園前・農協会館前                                             | 鴨池港                 | [ * 1 ]                   |
| 25                                                            | 鹿児島駅前 - 皇徳寺郵便局前                   | 鹿児島駅前           | 金生町・天文館・鹿児島中央駅・広木農協前・山田                                           | 皇徳寺郵便局前         | [ * 2 ] [ ** 12 ]         |
| ダイヤにおける注釈 1. 2. 3. 4.                                |                                               |                      |                                                                                          |                        |                           |
| バス停留所における注釈 1. 2. 3. 4. 5. 6. 7. 8. 9. 10. 11. 12. |                                               |                      |                                                                                          |                        |                           |

### 2016年3月にいわさきバスネットワークより移管された路線
鹿児島市内・鹿児島本港・新港方面路線

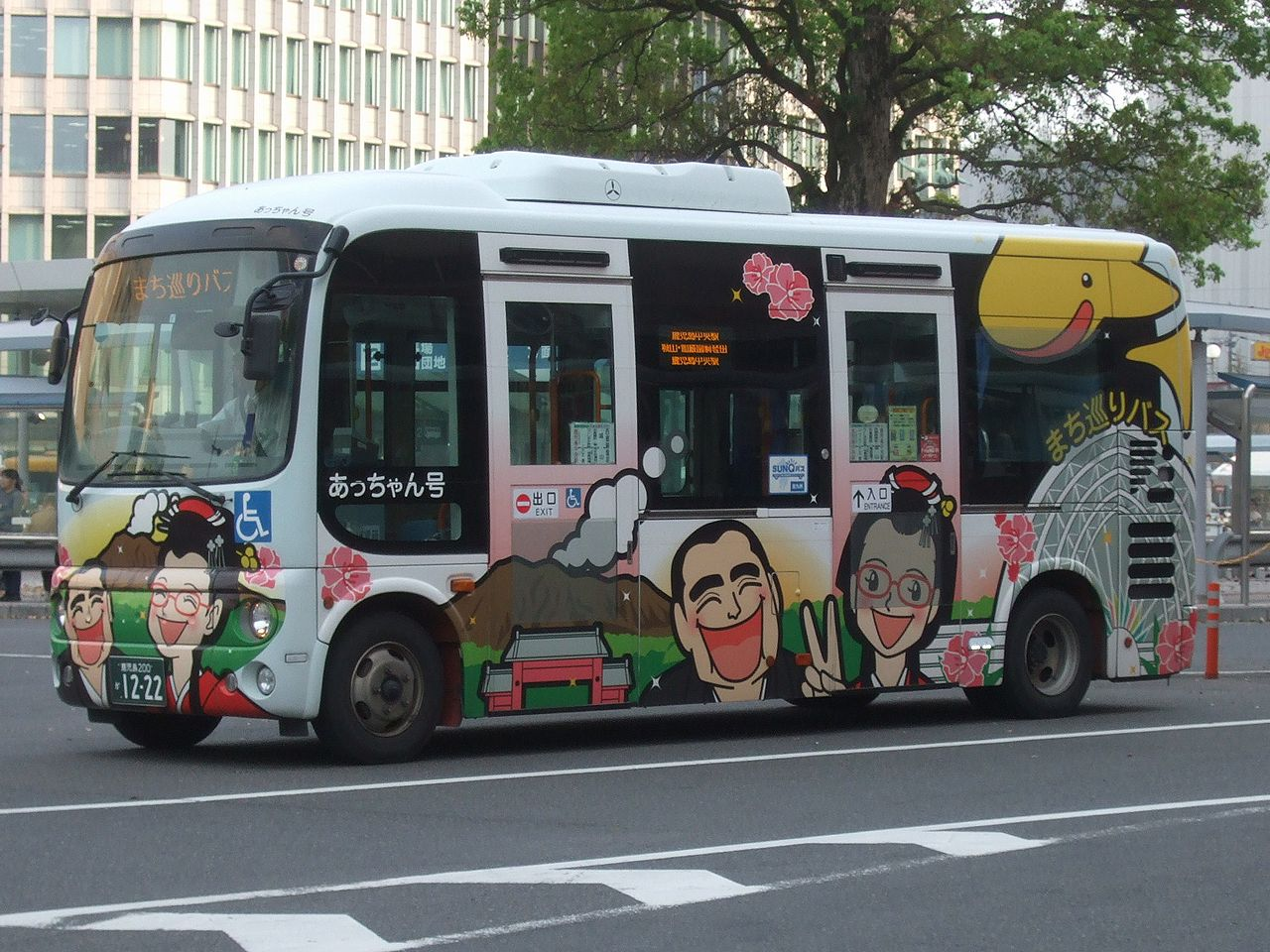
まち巡りバス「あっちゃん号」

- 【直行】『ポートライナー』鹿児島市内 - 鹿児島新港第二

《停車停留所（往路）》…鹿児島中央駅 - 天文館 - 金生町 - 水族館口 - 鹿児島駅前 - 鹿児島新港第二
《停車停留所（復路）》…鹿児島新港第二 - 鹿児島中央駅 - 天文館 - 金生町 - 水族館口 - 鹿児島駅前 ※種子島・屋久島・奄美・沖縄方面のフェリー接続の直行連絡バス。斜字停留所のみ停車で、乗船客専用のためクローズドドアシステムを採用している。なおフェリー欠航日は運休。
- 【循環】『まち巡りバス（あっちゃん号・せごどん号）』鹿児島中央駅 ‐ 城山・仙厳園・ドルフィンポート方面循環

《停車停留所》…鹿児島中央駅 - 西郷銅像前 - 薩摩義士碑前 - 西郷洞窟前 - 城山 - 南州公園入口 - 異人館前 - 仙厳園前 - 磯海水浴場前 - 祇園之洲公園前 - 鹿児島駅前 - かごしま水族館前・桜島桟橋 - ドルフィンポート前 - いづろ - 天文館 - 維新ふるさと館前 - 鹿児島中央駅 ※2011年3月12日の九州新幹線全線開業と同時に運行開始した観光巡回バス。コースの大半が鹿児島市交通局運行の『かごしまシティービュー（城山・磯コース）』と競合。運賃は１回乗車大人150円といわさきグループの一般路線の鹿児島市街地区間の運賃と一緒。まち巡りバス専用の1日乗車券が500円で販売している。車両は日野ポンチョをメインに元京王バスの”チョロＱ”を使用、西郷さんと篤姫をモチーフにした特別塗装を施して運行している。
- 【直行】『九州新幹線シャトルバス』鹿児島市内 - かごしま水族館・桜島桟橋

《停車停留所》…鹿児島中央駅 - 天文館 - 鹿児島本港高速船ターミナル - ドルフィンポート - かごしま水族館・桜島桟橋 ※2011年3月12日の九州新幹線全線開業と同時に運行開始したシャトルバス。新幹線と種子島・屋久島ゆき高速船『トッピー』の利便性を考慮して運行している。
河頭・丸岡（皆与志）方面
〔概要〕…市内と鹿児島市北部の山間の集落、皆与志地区を結ぶ。
- 【60】鹿児島駅 - 丸岡（河頭経由）

《経路》鹿児島駅前 - 金生町 - 天文館 - 加治屋町 - 中草牟田 - 玉江小前 - 下伊敷 - 花野口 - 河頭中前 - 河頭 - 菖蒲谷口 - 皆与志農協前 - 大警視 - 丸岡
- 【60-1】鹿児島駅 - 丸岡（鹿児島中央駅・三重岳経由）

《経路》鹿児島駅前 - 金生町 - 天文館 - 加治屋町 - 鹿児島中央駅 - 中草牟田 - 玉江小前 - 下伊敷 - 花野口 - 河頭中前 - 河頭 - 三重岳入口 - 菖蒲谷口 - 皆与志農協前 - 大警視 - 丸岡 ※平日朝の市内ゆき1本のみ運転。三重岳地区に乗り入れる唯一の便で、かつては10号線経由で試験場まで運行していた。
花野団地（皆房）方面
〔概要〕…市北部のベッドタウン、千年団地・花野団地への足として活躍、いわさきバスネットワークの路線でもドル箱路線のひとつ。最終便は深夜バスで割増運賃を適用。林田産業交通時代は急行便も運行していた。
- 【62】鹿児島駅 - 皆房車庫（花ノ口経由）

《経路》鹿児島駅前 - 金生町 - 天文館 - 加治屋町 - 中草牟田 - 玉江小前 - 下伊敷 - 花野口 - 花野小前 - 花野団地中央 - 花野団地西口 - 皆房下 - 皆房車庫 ※平日朝の花野団地方面ゆきのみ運転で千年団地は経由しない。
- 【63】鹿児島駅 - 皆房車庫（千年団地経由）

《経路》鹿児島駅前 - 金生町 - 天文館 - 加治屋町 - 中草牟田 - 玉江小前 - 下伊敷 - 伊敷団地入口 - 千年団地 - 千年橋 - 花野小前 - 花野団地中央 - 花野団地西口 - 皆房下 - 皆房車庫
- 【63-1】鹿児島駅 - 皆房車庫（鹿児島中央駅・千年団地経由）

《経路》鹿児島駅前 - 金生町 - 天文館 - 加治屋町 - 鹿児島中央駅 - 中草牟田 - 玉江小前 - 下伊敷 - 伊敷団地入口 - 千年団地 - 千年橋 - 花野小前 - 花野団地中央 - 花野団地西口 - 皆房下 - 皆房車庫
【63】北埠頭 - 皆房車庫（千年団地経由）
《経路》北埠頭 - かごしま水族館 - 金生町 - 天文館 - 加治屋町 - 中草牟田 - 玉江小前 - 下伊敷 - 伊敷団地入口 - 千年団地 - 千年橋 - 花野小前 - 花野団地中央 - 花野団地西口 - 皆房下 - 皆房車庫 ※上記3系統がほぼ終日にわたって運行している、花野団地線のメインの系統。
- 【深夜63】鹿児島駅 - 花野団地西口（千年団地経由）

《経路》鹿児島駅前 - 金生町 - 天文館 - 加治屋町 - 中草牟田 - 玉江小前 - 下伊敷 - 伊敷団地入口 - 千年団地 - 千年橋 - 花野小前 - 花野団地中央 - 花野団地西口 ※花野団地線の区間運行便。深夜バスのみの運行で割増運賃を適用
- 【63】鹿児島駅 - 丸岡（千年団地・花野団地経由）

《経路》鹿児島駅前 - 金生町 - 天文館 - 加治屋町 - 中草牟田 - 玉江小前 - 下伊敷 - 伊敷団地入口 - 千年団地 - 千年橋 - 花野小前 - 花野団地中央 - 花野団地西口 - 泰山荘前 - 大警視 - 丸岡
- 【63】鹿児島駅 - 皆与志農協（千年団地・花野団地経由）

《経路》鹿児島駅前 - 金生町 - 天文館 - 加治屋町 - 中草牟田 - 玉江小前 - 下伊敷 - 伊敷団地入口 - 千年団地 - 千年橋 - 花野小前 - 花野団地中央 - 花野団地西口 - 泰山荘前 - 皆与志農協前 ※花野団地経由を経由して皆与志地区への系統で日曜祝日は運休。月 - 金曜日は皆与志農協系統、土曜日は丸岡系統を運行。
- 【63】鹿児島駅 - 花野三文字・大久保（千年団地・花野団地経由）

《経路》鹿児島駅前 - 金生町 - 天文館 - 加治屋町 - 中草牟田 - 玉江小前 - 下伊敷 - 伊敷団地入口 - 千年団地 - 千年橋 - 花野小前 - 花野団地中央 - 花野団地西口 - 皆房中央 - 花野団地中央 - 花野小前 - 花野三文字 - 熊迫入口 - 大久保
- 【63】南埠頭 - 皆房車庫（鹿児島駅前・千年団地経由）

《経路》南埠頭 - 易居町 - 鹿児島駅前 - 金生町 - 天文館 - 加治屋町 - 中草牟田 - 玉江小前 - 下伊敷 - 伊敷団地入口 - 千年団地 - 千年橋 - 花野小前 - 花野団地中央 - 花野団地西口 - 皆房下 - 皆房車庫
- 【63-2】鴨池港 - 皆房車庫（県庁前・交通局・千年団地経由）

《経路》鴨池港 - 県庁前 - 交通局前 - 加治屋町 - 中草牟田 - 玉江小前 - 下伊敷 - 伊敷団地入口 - 千年団地 - 千年橋 - 花野小前 - 花野団地中央 - 花野団地西口 - 皆房下 - 皆房車庫 ※上記3系統はいずれも平日・土曜日の朝夕ラッシュ時に運転で、朝は市内方面、夕方は花野団地方面へ運行。なお、南埠頭系統は日曜・祝日も運行。花野三文字・大久保系統は花野団地内を周回して各方面へ向かう。
伊敷ニュータウン方面
〔概要〕…花野団地線に次ぐドル箱路線で、市内ゆきの一部は伊敷ニュータウン中央発もある。便全体の半数が10号線方面への直通であり、残り半数が市内完結便の【65】系統である。中央駅経由の【65-1】系統については市内完結便の本数はわずかでほとんどが10号線霧島方面からの直通である。最終便は深夜バスで割増運賃を適用している。
- 【65】鹿児島駅 - 伊敷ニュータウン

《経路》鹿児島駅前 - 金生町 - 天文館 - 加治屋町 - 中草牟田 - 玉江小前 - 下伊敷 - 伊敷台小学校 - 伊敷ニュータウン中央 - 伊敷ニュータウン東
- 【65-1】鹿児島駅 - 伊敷ニュータウン（鹿児島中央駅経由）

《経路》鹿児島駅前 - 金生町 - 天文館 - 加治屋町 - 鹿児島中央駅 - 中草牟田 - 玉江小前 - 下伊敷 - 伊敷台小学校 - 伊敷ニュータウン中央 - 伊敷ニュータウン
東城山・永吉・玉里方面
〔概要〕…2008年より鹿児島市営バスの路線に本格的に新規参入した系統であるが、共同運行ではなく、経路も市営バスとは微妙に違っている。2006年の運行開始当初は玉里線のみで夜間と深夜バス各1便ずつのみの運行であった。
- 【74】金生町 - 玉里町（鹿児島中央駅・鶴丸高校・かごしまアリーナ前・永吉経由）

《経路》金生町 - 天文館 - 加治屋町 - 鹿児島中央駅 - 西田橋 - 鶴丸高校前 - かごしまアリーナ - 永吉 - 玉江橋 - 女子校前 - 玉里町
- 【77】鹿児島中央駅 - 玉里団地北（城山トンネル・城山団地経由）

《経路》鹿児島中央駅 - 加治屋町 - 天文館 - 金生町 - ）城山トンネル（ - 城山団地中央 - 冷水峠 - 玉里町 - 玉里団地中央 - 玉里団地北
- 【深夜77】鹿児島中央駅 - 伊敷ニュータウン東（城山トンネル・城山団地・玉里団地経由）

《経路》鹿児島中央駅 - 加治屋町 - 天文館 - 金生町 - ）城山トンネル（ - 城山団地中央 - 冷水峠 - 玉里町 - 玉里団地中央 - 玉里団地北 - 若葉町西 - 伊敷ニュータウン東 深夜の玉里方面ゆきのみの運行で割増運賃を適用
鹿児島市内 - 国道10号線（姶良・霧島方面)
〔概要〕…10号線関係路線については鹿児島・国分両営業所の共同で運行。
- 【66】伊敷ニュータウン東 - 姶良ニュータウン車庫前（直行）
- 【66-1】伊敷ニュータウン東 - 姶良ニュータウン車庫前（中央駅経由）

《経路》姶良ニュータウン線については国分営業所参照
- 【67】伊敷ニュータウン東 - 県自動車試験場（中草牟田・天文館・重富・東原経由）

《経路》伊敷ニュータウン東 - 伊敷ニュータウン中央 - 伊敷台中学校 - 下伊敷 - 玉江小前 - 中草牟田 - 加治屋町 - 天文館 - 金生町 - 鹿児島駅前 - 磯仙厳園前 - 竜ヶ水 - 重富 - 青木水流 - 東原 - 県自動車試験場 - 試験場車庫前
- 【67-1】鹿児島中央駅 - 県自動車試験場（天文館・重富・東原経由）

《経路》鹿児島中央駅 - 加治屋町 - 天文館 - 金生町 - 鹿児島駅前 - 磯仙厳園前 - 竜ヶ水 - 重富 - 青木水流 - 東原 - 県自動車試験場 - 試験場車庫前 ※試験場線は10号線関係の路線では唯一鹿児島営業所担当の路線。運行時刻は鹿児島県自動車免許試験場の試験開始と終了、免許交付の開始と終了に合わせている。土曜・休日は運休。
- 【68-1】伊敷ニュータウン東 - 重久・国分営業所（中央駅・隼人駅・日当山・医師会センター経由）
- 【69-1】伊敷ニュータウン東 - 重久・国分営業所（中央駅・自衛隊前・国分経由）

《経路》霧島（国分・隼人）方面線は国分営業所参照
鹿児島市内 - 国道3号線（郡山・川内方面）
- 【50】鹿児島駅 - 上川内（野田・湯之元・串木野経由）
- 【51】鹿児島駅 - 串木野・上川内（伊集院・湯之元経由）

《経路》串木野・川内方面は川内営業所参照
- 【55-1】鹿児島駅前 - スパランドららら（鹿児島中央駅・小山田・郡山経由）
- 【56】鹿児島駅 - 岳（郡山・常盤経由）
- 【57】鹿児島駅 - 岳（郡山・里岳経由）
- 【57】鹿児島駅 - 甲陵高校（小山田経由）
- 【57】鹿児島駅 - 串木野・上川内（郡山・伊集院・湯之元経由）

スクール系統路線バス（一般利用可）
花野団地（岡之原車庫始発） - 甲陵高校正門（千年団地経由）
伊敷ニュータウン東 - 甲陵高校正門
郡山 - 神村学園(伊集院・美山・湯之元・市来経由)
上古園 - 伊敷台中学校（千年団地経由）

### 2020年に鹿児島市交通局により民間譲渡された路線
| 系統 番号                                                 | 路線名                                                    | 起点                 | 経由地 | 終点                                 | 備考                                  |
| --------------------------------------------------------- | --------------------------------------------------------- | -------------------- | --- | ------------------------------------ | ------------------------------------- |
| 3                                                         | 市役所前 - 鴨池港                                         | 市役所前             | 金生町・天文館・鹿児島中央駅・紫原中央・日之出町・★オプシア前・鶴ヶ崎橋 | 鴨池港                               | [ * 1 ] [ ** 1 ] [ *** 1 ]            |
| 6-2                                                       | 市役所前 - 慈眼寺団地                                     | 市役所前             | 金生町・天文館・騎射場・谷山駅前・慈眼寺公園前 | 慈眼寺団地                           | [ * 2 ] [ ** 2 ] [ *** 1 ]            |
| 6-3                                                       | 鹿児島駅前 - 慈眼寺団地                                   | 鹿児島駅前           | 金生町・天文館・新屋敷・与次郎1丁目・市民文化ホール前・県庁前・谷山駅前・慈眼寺公園前 | 慈眼寺団地                           | [ * 2 ] [ ** 3 ] [ *** 1 ]            |
| 9                                                         | 市役所前 - 紫原                                           | 市役所前             | 金生町・天文館・騎射場・郡元・日之出町 | 紫原                                 | [ * 2 ] [ ** 4 ] [ *** 1 ]            |
| 10                                                        | 広木農協前 - 高齢者福祉センター伊敷                       | 広木農協前           | 永仮入口・紫原・天神中央・★鹿児島中央駅西口・鶴丸高校前・鹿児島アリーナ前・玉江橋・高齢者福祉センター伊敷・玉江小前・鹿児島アリーナ前・鶴丸高校前・西田本通・鹿児島中央駅西口・（往路と同じ） | 広木農協前                           | [ * 2 ] [ ** 5 ] [ *** 1 ]            |
| 12                                                        | 市役所前 - ハートピアかごしま                             | 市役所前             | 金生町・★ぼさど・天保山・甲南高校前・鹿児島中央駅・西田橋・鶴丸高校前・鹿児島アリーナ前・ハートピアかごしま・（往路と同じ）・★大門口・★新町・金生町                                           | 市役所前                             | [ * 1 ] [ ** 6 ] [ *** 1 ]            |
| 15                                                        | 水族館前・市役所前 - 紫原・西紫原中学校前・西紫原中学校下 | 水族館前・市役所前   | 金生町・天文館・騎射場・郡元・志學館前 | 紫原・西紫原中学校前・西紫原中学校下 | [ * 1 ] [ ** 7 ] [ *** 1 ]            |
| 15-2                                                      | 市役所前 - 紫原                                           | 市役所前             | 金生町・天文館・鹿児島中央駅・鹿大教育学部前 | 紫原                                 | [ * 1 ] [ ** 8 ] [ *** 1 ]            |
| 15-3                                                      | 市役所前 - 広木農協前                                     | 市役所前             | 金生町・天文館・騎射場・郡元・志學館前・紫原・永仮入口 | 広木農協前                           | [ * 1 ] [ ** 9 ] [ *** 1 ]            |
| 26                                                        | 鹿児島新港・水族館前 - 唐湊福祉館・唐湊住宅               | 鹿児島新港・水族館前 | 金生町・天文館・鹿児島中央駅・市立病院前・唐湊 | 唐湊福祉館・唐湊住宅                 | [ * 1 ] [ ** 10 ] [ ** 11 ] [ *** 1 ] |
| ダイヤにおける注釈 1. 2.                                  |                                                           |                      | |                                      |                                       |
| バス停留所における注釈 1. 2. 3. 4. 5. 6. 7. 8. 9. 10. 11. |                                                           |                      | |                                      |                                       |
| 移管・民間譲渡における注釈 1.                             |                                                           |                      | |                                      |                                       |

### 高速道・空港関連路線
県外便
- 鹿児島 - 福岡「桜島号」（西日本鉄道・西鉄高速バス・南国交通鹿児島営業所・JR九州バス・鹿児島交通観光バスと共同運行）
- 鹿児島 - 熊本「きりしま号」（九州産交バス・南国交通鹿児島営業所と共同運行）

県内便
- 鹿児島市内 - 鹿児島空港「鹿児島空港リムジンバス」（南国交通鹿児島営業所・南国交通空港自動車営業所と共同運行）
- 鹿児島 - 川内「せんだい号」／鹿児島 - 串木野新港「こしきじま号」(川内営業所と共同運行) 《鹿児島営業所担当便が運行するルート》鹿児島（鹿児島駅・天文館・鹿児島中央駅） - 川内（川内山形屋前・大小路・鹿児島純心女子大学）** 鹿児島（中央駅西口） → 川内（川内駅・鹿児島純心女子大学）(平日ダイヤのみ)
- 鹿児島（鹿児島駅・天文館・鹿児島中央駅） - 串木野新港(休日ダイヤのみ)

## 廃止路線

### 高速道・空港関連路線
- 霧島→鹿児島空港→指宿「メモリーライン」 霧島いわさきホテル→丸尾→鹿児島空港→指宿駅→指宿いわさきホテル

2017年11月6日：霧島いわさきホテル休館のため当日の運行を最後に廃止。

### 一般路線バス
鹿児島市内路線

## 車庫
浜町車庫(本社)・皆房車庫・花野団地西口車庫・河頭車庫・岳車庫・岡の原車庫・動物園入口車庫・野屋敷(平川星和台)車庫
・鹿児島空港リムジン車庫がある。
旧林田産業交通時代の平成2年頃までは伊敷営業所が3号線沿いの現伊敷中前バス停付近にあった。跡地は小規模のショッピングモールになっている。その後、伊敷営業所は伊敷ニュータウン内（伊敷ニュータウン東）に移転し、平成17年頃まで車庫機能は稼働していた（営業所自体は平成8年のいわさきグループ編入時に浜町車庫へ移転）。
尚、田入道車庫は2019年03月末をもって借地契約が終了し、廃止となった。